# Ігнас Гельб
Ігнас Джей Гельб (англ. Ignace Jay Gelb; 14 жовтня 1907, Тарнів, Королівство Галичини і Лодомерії, Австро-Угорщина — 22 грудня 1985, Чикаго, США) — американський мовознавець польського походження, ассиролог, головною заслугою якого є спроба створити загальну теорію розвитку писемності (граматологія). Здобув ступінь доктора наук в Римському університеті «Ла Сап'єнца» в 1929, після чого отримав посаду професора ассиріології в Чиказькому університеті, яку обіймав до самої смерті. Є автором теорії про «кішську цивілізацію», як про політичний та культурний союз зі спільною мовою, культурою та писемністю, що простягався від Вавилонії до західної Сирії.
Основна ідея Гельба полягала в тому, що писемності проходять у своєму розвитку одні й ті самі етапи — від логографії до алфавітного письма. Теорія Гельба зазнала критики за спрощений підхід та ігнорування численних винятків. Гельбу належить низка помилкових ідей, зокрема та, що писемність майя була виключно рисунковою, а не справжнім письмом (гіпотезу спростувало дешифрування Ю. В. Кнорозова).

## Твори
- Гельб І. Е. Досвід вивчення письма (Основи граматологіі) / Пер. з англ. Л. С. Горбовіцкой, І. М. Дунаєвської; ред. і предисл. І. М. Дьяконова. - М. : Радуга, 1982. - 366 с. (2-е изд. - Едіторіал УРСС, 2004. - 368 с.)